# Coleophora gracilella
Coleophora gracilella là một loài bướm đêm thuộc họ Coleophoridae. Nó được tìm thấy ở quần đảo Canaria (Fuerteventura) and in Algérie và Tunisia.